# V874 Геркулеса
V874 Геркулеса (лат. V874 Herculis) — двойная затменная переменная звезда типа Беты Лиры (EB:) в созвездии Геркулеса на расстоянии приблизительно 2932 световых лет (около 899 парсек) от Солнца. Видимая звёздная величина звезды — от +10,9m до +9,9m. Орбитальный период — около 0,255 суток (6,12 часа)*.
Открыта Азельо Бемпорадом в 1932 году и А. Дедохом в 1992 году*.

## Характеристики
Первый компонент — оранжевый гигант спектрального класса K. Радиус — около 31,75 солнечного, светимость — около 283,869 солнечной. Эффективная температура — около 4376 K.
Второй компонент — оранжевая звезда спектрального класса K.